# Mieczysław Młynarski
Mieczysław Młynarski (17. května 1956 Resko – 20. června 2025) byl polský basketbalista, který nastupoval na pozici křídelníka.
Byl odchovancem Turówa Zgorzelec, pak žil ve Valbřichu, kde pracoval jako důlní technik. Od roku 1973 hrál za klub Górnik Wałbrzych a v roce 1982 s ním získal polský titul. Čtyřikrát byl nejlepším ligovým střelcem a je držitelem rekordu polské nejvyšší soutěže, když dosáhl 90 bodů v jednom utkání. Kariéru zakončil v německém týmu SVD 49 Dortmund.
Za polskou reprezentaci v letech 1975 až 1984 odehrál 150 mezistátních utkání a zaznamenal 2 680 bodů. Dvakrát byl nejlepším střelcem mistrovství Evropy v basketbalu mužů, v roce 1979 dosáhl průměru 26,6 bodu na zápas a v roce 1981 23,1 bodu na zápas. Startoval také na Letních olympijských hrách 1980, kde Polsko obsadilo sedmé místo. V roce 1981 byl nominován do výběru Evropy na FIBA Europe Festivalu.
Působil jako basketbalový trenér, v roce 2000 dovedl juniory Górniku k druhému místu v nejvyšší polské soutěži. Basketbalistou byl také jeho syn Sebastian Młynarski.